# Разбито сърце
Разбито сърце (на испански: Corazon partido) е испаноезична теленовела на Телемундо и Argos Producciones, създадена през 2006 г. в САЩ и Мексико. Римейк е на чилийската теленовела „Destinos cruzados“ (2004-2005). Теленовелата е излъчена общо в 17 страни по света, като една от които е и България. Излъчвана е в периода от 1 ноември, 2005 до 16 юни, 2006 по канал Телемундо.

## История
Внимание:  Текстът по-долу разкрива сюжета на произведението (или части от него)!
Аура (Дана Гарсия) е забременяла на 16 години без да знае дали това дете е в резултат от любовта и с Херман (Карлос де ла Мота) или от доведения ѝ брат Серхио (Котан), който я изнасилва. Тя решава да скрие за бременността си, но баба ѝ забелязва промяната във внучката си и решава да я изпрати далеч. В деня на раждането при катастрофа умира дядо ѝ, а малкият ѝ брат остава прикован към инвалидната количка. Вирхиния (Саби Камалич) – бабата на Аура прави така, че да изведе внучката си зад граница, където тя да роди детето и да скрие истината от семейството. Раждането преминава нормално, но Вирхиния отнема детето на Аура и го дава за осиновяване.
Осем години по-късно Аура се връща, за да подреди живота си и да намери сина си. Но вместо това тя се влюбва в Адриан (Хосе Анхел Ямас) – беден механик, който на всичкото отгоре е не кой да е, а осиновителят на детето ѝ. Двамата трябва да преминат през много препятствия и лъжи, за да изживеят любовта си. Но може би моментът в който Аура ще се събере с Адриан и ще получи това което най-силно обича на света – детето си, ще се окаже най-голямото препятствие за нея.

## Участват
- Дана Гарсия (Danna Garcia) – Аура Ечари
- Хосе Анхел Ямас (Jose Angel Llamas) – Адриан Ринкон
- Саби Камалич (Saby Camalich) – Вирхиния Грахам
- Химена Рубио (Ximena Rubio) – Нели Самбрано
- Котан (Khotan) – Серхио Гарса
- Карлос Торес Ториха (Carlos Torres Torrija – Сесар Ечари
- Карина Мора (Karina Mora) – Алехандра Гарса
- Ана Сиочети (Anna Ciocchetti) – Фернанда Медина
- Алехандра Ласкано (Alejandra Lazcano) – Клаудия
- Анхелес Марин (Angeles Marin) – Ернестина де Самбрано
- Карлос де ла Мота (Carlos de la Mota) – Херман Гарса
- Алехандро Калва (Alejandro Calva) – Танке
- Енрике Сингер (Enrique Singer) – Рохелио Гарса
- Еванхелина Мартинес (Evangelina Martinez) – Консуело „Чело“ Делгадо
- Луис Херардо Мендес (Luis Jerardo Mendez) – Игнасио Ечари